# Опаљеник
Опаљеник је насеље у Србији у општини Ивањица у Моравичком округу. Име места би могло да значи "неко ко је пострадао у пожару" - жртва, страдалник. Према попису из 2022. било је 150 становника (према попису из 1991. било је 366 становника).
Овде се налазе Стара школа у Миланџи и Црква Светог Саве Српског у Миланџи.

## Прошлост
Опаљеник је био током Првог српско-турског рата у зони војних сукоба. У њему су биле стациониране српске трупе, које су се повукле са Јавора. Положај у месту држао је у лето 1876. године мајор Приљева.
Године 1901. село Опаљеник са засеоцима Јованчевићи, Копривница и Миланџа су у саставу Јаворске општине, Моравичког среза са седиштем у Ивањици. Годину дана касније, 1902. села Сивчина и Опаљеник су измолили да се издвоје из општине Јаворске, у нову општину Опаљеничку.

## Демографија
У насељу Опаљеник живи 241 пунолетни становник, а просечна старост становништва износи 51,2 година (48,4 код мушкараца и 54,2 код жена). У насељу има 97 домаћинстава, а просечан број чланова по домаћинству је 2,81.
Ово насеље је великим делом насељено Србима (према попису из 2002. године), а у последња три пописа, примећен је пад у броју становника.
|  |

| Демографија | Демографија | Демографија |
| Година      | Становника  | Становника  |
| ----------- | ----------- | ----------- |
| 1948.       | 648         |             |
| 1953.       | 695         |             |
| 1961.       | 722         |             |
| 1971.       | 644         |             |
| 1981.       | 518         |             |
| 1991.       | 366         | 359         |
| 2002.       | 273         | 274         |

| Етнички састав према попису из 2002.‍ | Етнички састав према попису из 2002.‍ | Етнички састав према попису из 2002.‍ | Етнички састав према попису из 2002.‍ | Етнички састав према попису из 2002.‍ |
| ------------------------------------ | ------------------------------------ | ------------------------------------ | ------------------------------------ | ------------------------------------ |
|                                      |                                      |                                      |                                      |                                      |
| Срби                                 | Срби                                 |                                      | 272                                  | 99,63%                               |
| непознато                            | непознато                            |                                      | 1                                    | 0,36%                                |

| Година пописа     | 1948. | 1953. | 1961. | 1971. | 1981. | 1991. | 2002. |
| ----------------- | ----- | ----- | ----- | ----- | ----- | ----- | ----- |
| Број домаћинстава | 103   | 105   | 119   | 125   | 116   | 113   | 97    |

| Број чланова      | 1  | 2  | 3  | 4 | 5 | 6 | 7 | 8 | 9 | 10 и више | Просек |
| ----------------- | -- | -- | -- | - | - | - | - | - | - | --------- | ------ |
| Број домаћинстава | 22 | 33 | 17 | 7 | 8 | 5 | 4 | 1 | 0 | 0         | 2,81   |

| Пол    | Укупно | Неожењен/Неудата | Ожењен/Удата | Удовац/Удовица | Разведен/Разведена | Непознато |
| ------ | ------ | ---------------- | ------------ | -------------- | ------------------ | --------- |
| Мушки  | 128    | 33               | 82           | 10             | 2                  | 1         |
| Женски | 123    | 11               | 80           | 30             | 0                  | 2         |
| УКУПНО | 251    | 44               | 162          | 40             | 2                  | 3         |

| Пол    | Укупно                    | Пољопривреда, лов и шумарство | Рибарство                            | Вађење руде и камена | Прерађивачка индустрија       |
| ------ | ------------------------- | ----------------------------- | ------------------------------------ | -------------------- | ----------------------------- |
| Мушки  | 99                        | 93                            | 0                                    | 0                    | 2                             |
| Женски | 53                        | 48                            | 0                                    | 0                    | 2                             |
| УКУПНО | 152                       | 141                           | 0                                    | 0                    | 4                             |
| Пол    | Производња и снабдевање   | Грађевинарство                | Трговина                             | Хотели и ресторани   | Саобраћај, складиштење и везе |
| Мушки  | 0                         | 2                             | 0                                    | 1                    | 0                             |
| Женски | 0                         | 0                             | 0                                    | 0                    | 2                             |
| УКУПНО | 0                         | 2                             | 0                                    | 1                    | 2                             |
| Пол    | Финансијско посредовање   | Некретнине                    | Државна управа и одбрана             | Образовање           | Здравствени и социјални рад   |
| Мушки  | 0                         | 0                             | 0                                    | 1                    | 0                             |
| Женски | 0                         | 0                             | 0                                    | 1                    | 0                             |
| УКУПНО | 0                         | 0                             | 0                                    | 2                    | 0                             |
| Пол    | Остале услужне активности | Приватна домаћинства          | Екстериторијалне организације и тела | Непознато            | Непознато                     |
| Мушки  | 0                         | 0                             | 0                                    | 0                    | 0                             |
| Женски | 0                         | 0                             | 0                                    | 0                    | 0                             |
| УКУПНО | 0                         | 0                             | 0                                    | 0                    | 0                             |